# Animal Liberation Front
Animal Liberation Front (ALF) è il nome usato da un'organizzazione internazionale animalista e senza leader, classificata dall'USDA, assieme alla PETA, come: potentially opening up its members to prosecution as terrorists (si ritiene che al suo interno vi siano infiltrazioni di matrice terroristica).
L'operato dell'ALF, analogalmente a quello dell'ELF (Earth Liberation Front), è caratterizzato dall'azione diretta militante nei confronti di enti, associazioni o istituzioni che, ad unica discrezione dei membri dell'ALF stessi, si siano resi colpevoli di atti contrari alle posizioni etiche dell'ALF, attuando, nei confronti di essi azioni di: ricognizioni, liberazioni, sabotaggi, intimidazioni e turbativi dell'ordine pubblico.
Il ciclo di conferenze presso l'Istituto di Studi Militari Marittimi, l'Accademia Militare di Modena e la Scuola di Guerra dell'Esercito in Civitavecchia classifica l'ALF come forma di terrorismo non convenzionale, mentre il Consiglio europeo inserisce l'ALF direttamente nelle organizzazioni terroristiche di primo piano, inserendoli fra i terroristi monotematici (single-issue terrorism).
Ad oggi l'ALF è ritenuta direttamente responsabile di oltre 60 attentati terroristici documentati; In particolare il CRSA (Centro Ricerche e Servizi Ambientali) e l'USDA (U. S. Department of Agriculture) contestano all'ALF l'invio di pacchi bomba, e l'installazione di dispositivi incendiari od esplosivi in università, ospedali e ristoranti.

## Origini
L'Animal Liberation Front, ovvero Fronte per la Liberazione degli Animali, si costituisce nel 1976 in Inghilterra, già dall'inizio degli anni Ottanta rivendica azioni negli Stati Uniti ed in Europa.
Per suscitare clamore tra l'opinione pubblica, l'ALF inizia a commettere azioni dirette, quali appropriazione indebita degli animali dagli allevamenti, stabulari o laboratori, danneggiamenti nei centri farmaceutici, ospedali ed università, il danneggiamento delle strutture di aziende il cui profitto, secondo i membri dell'ALF, sarebbe legato ad attività di sfruttamento degli animali o del loro lavoro.
Lo scopo dell'ALF, secondo l'ALF medesima risulta essere: "causare deliberatamente perdite finanziarie a coloro i quali sono ritenuti colpevoli di attuare procedure di sfruttamento degli animali, con il ricorso al danneggiamento e alla distruzione della proprietà." Nel lungo termine, l'ALF si propone di causare il fallimento finanziario delle imprese che perseguono o ottengono il loro profitto tramite uso o sfruttamento degli animali in qualunque sua forma (es. i test che vengono svolti sugli animali in laboratorio.). L'ALF dichiara inoltre che gli attivisti operano autonomamente ed anonimamente in piccoli gruppi (definiti cellule) o individualmente e non sono dotati di una struttura centralizzata o di coordinamento, né interagiscono fra di essi, ciò si deve alla consapevolezza dell'illegalità delle proprie metodiche.

## Obiettivi
Gli obiettivi principali che l'ALF dichiara di perseguire risultano essere:
Liberare gli animali dai luoghi di abuso, come laboratori, industrie, allevamenti di animali da pelliccia ecc. e sistemarli in luoghi di pace dove possano vivere le loro vite naturali, liberi dalle sofferenze
Rivelare l'orrore e le atrocità commesse contro gli animali dietro le porte chiuse, usando azioni dirette non violente e liberazioni
Prendere tutte le necessarie precauzioni per evitare di arrecare danno ad animali, umani e non
Ogni gruppo di persone o persone singole che sono vegani e fanno azioni in accordo con le linee guida dell'ALF hanno il diritto di sentirsi parte dell'ALF»

## Critiche

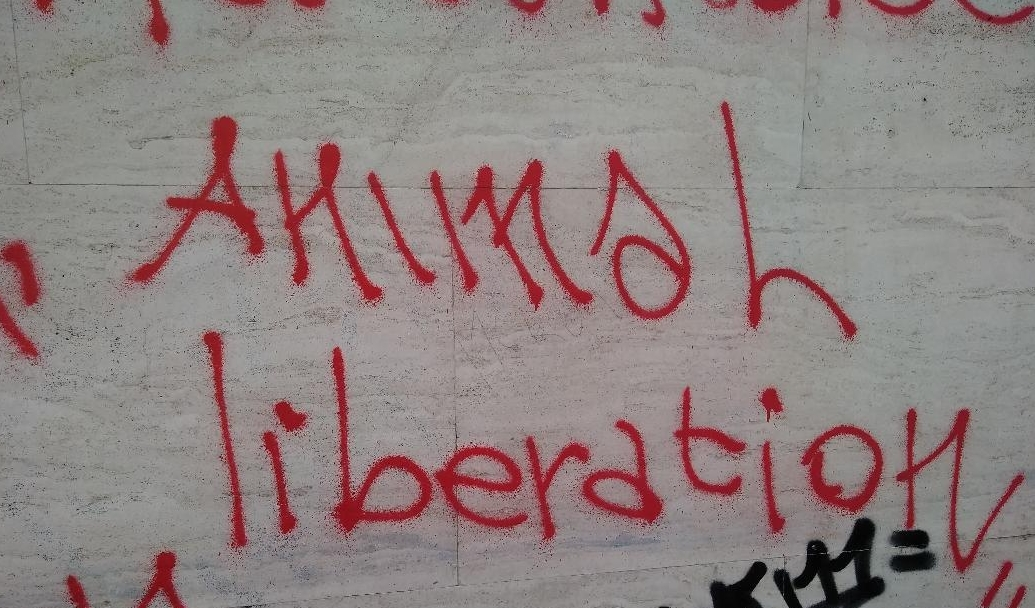
Animal liberation: graffito a Torino

Le maggiori critiche all'operato dell'Animal Liberation Front provengono dalla Lega Anti Vivisezione (LAV) e dall'Ente Nazionale Protezione Animali (ENPA): sebbene tali organizzazioni condividano l'ideologia della tutela animale, hanno mosso diverse critiche circa l'operato ed il metodo di azione dell'ALF; in particolare, sono state sollevate critiche riguardo al rogo del bioparco di Torino, nel quale hanno perso la vita oltre 40 rapaci e diversi ricci, rimasti carbonizzati. Tale azione ha sollevato proteste sui metodi operativi dell'ALF anche da parte dell'opinione pubblica. Non sono mancate critiche anche nel caso dell'avvelenamento di panettoni, gesto dovuto al presunto coinvolgimento delle aziende produttrici nel fornire fondi a enti di ricerca biomedica.
I direttivi dell'Azienda sanitaria locale (AUSL) hanno invece criticato aspramente i furti di cavie da laboratorio, in quanto il comparto medico sostiene trattarsi di animali infetti, la loro eventuale liberazione od il contatto con l'uomo rappresenterebbe un grave rischio per la salute pubblica e potrebbe portare alla diffusione incontrollata di malattie per le quali non vi sono ancora cure adeguate.

## Azioni
Alcune delle azioni dirette dichiarate dall'ALF sono :
- 1977. Lake District, Gran Bretagna. Dissacrazione della tomba del famoso cacciatore John Peel.
- 1977. New York. Furto di quattro animali da un laboratorio di ricerca dell'Università di New York.
- 1982. Maryland. Università Statale. Danneggiamenti. Ritenuto dall'FBI il primo atto terroristico di matrice animalista negli Stati Uniti d'America
- 25 dicembre 1983. Los Angeles, California. Centro Medico della University of California at Los Angeles. Scasso e furto. Danni: 58000 $.
- 28 maggio 1984. Philadelphia, Pennsylvania. Università della Pennsylvania. Scasso e furto. Danni: 20000 $.
- 9 dicembre 1984. Duarte, California. Istituto di Ricerca e Centro Medico “City of Hope”. Scasso e furto. Danni: oltre 400000 $.
- 1984. Londra. Falso annuncio d'inquinamento di barrette al cioccolato della Mars Company. Il ritiro del prodotto dal mercato causò danni nell'ammontare di circa £ 3.000.000.
- 20 aprile 1985. Riverside, California. Centro medico della sede locale della University of California. Scasso e furto. Danni: 600000 $.
- 1º maggio 1986.  Gilroy, California. Laboratori “Simonsen”. Atti vandalici. Danni emergenti: 165000 $.
- 26 ottobre 1986. Eugene, Oregon. Centro di ricerche mediche della University of Oregon. Scasso e furto. Danni: 50000 $.
- 24 novembre 1986. Wilton, California. Allevamento di tacchini “Omega & HMS”. Furto e atti vandalici. Danni: 12000 $.
- 6 dicembre 1986. Bethesda, Maryland. Società “SEMA” e Istituto Nazionale di Sanità. Furto. Danni: 100000 $.
- 16 aprile 1987. Davis, California. Laboratorio Veterinario Diagnostico della Universirty of California. Incendio doloso ed atti vandalici. Danni: 4500000 $.
- 1º settembre 1987. Santa Clara, California. Società Vitello e Manzo “San Jose Valley”. Incendio doloso. Danni: 35000 $.
- 25 novembre 1987. San Jose, California. Società Carni “Ferrara”.  Incendio doloso. Danni: 420000 $.
- 28 novembre 1987. Santa Clara, California. Pollame “V.Melani”. Incendio doloso e atti vandalici. Danni: 230000 $.
- 1987. Cardiff e Luton, Gran Bretagna. Rispettivi reparti di pellicceria della “Debenham”. Incendi dolosi.
- 5 giugno 1988. San Jose, California. Società Confezionamento Carni “Sun Valley”. Incendio doloso e atti vandalici. Danni: 300000 $.
- 15 agosto 1988. Loma Linda, California. Centro di ricerche mediche della Loma Linda University. Scasso e furto. Danni: 10000 $.
- 3 novembre 1988. San Vito al Tagliamento, Pordenone. Fattoria Bottos dell'azienda Le Pissarelle. Furto di 2000 visoni. Ritenuto il primo attentato animalista in Italia.
- Dicembre 1988. Plymouth, Gran Bretagna. Grandi Magazzini “Dingles”. Incendio doloso.
- Febbraio 1989. Bristol, Gran Bretagna. Detonazione di ordigni esplosivi al plastico nei locali del Senato Accademico e della mensa dell'Università.
- 2 aprile 1989. Tucson, Arizona. Centro di Scienze della Sanità della University of Arizona. Scasso, incendio doloso e furto. Danni: 250000 $.
- 1º luglio 1989. Lubbock, Texas. Centro di ricerche mediche della Texas Tech University. Scasso. Danni: 75000 $.
- 1989. Padova. Laboratorio del Centro di Chirurgia Sperimentale del Policlinico. Furto di cavie, conigli, topi e visoni.
- 1989. Pordenone. Furto di centinaia di visoni e fagiani.
- 1989. Udine. Sede di un'associazione di cacciatori. Incendio doloso.
- 1990. Milano. Atti vandalici contro un negozio di animali e un'azienda farmaceutica.
- 10 giugno 1991. Corvallis, Oregon. Centro di ricerche mediche della Oregon State University. Scasso, incendio doloso e atti vandalici. Danni. 75000 $.
- 1991. Bologna. Locali di un'azienda farmaceutica. Incendio doloso.
- Gennaio 1992. Bologna. Azione contro la Centrale del latte.
- 28 febbraio 1992. East Lansing, Michigan. Laboratorio di Ricerca della Michigan State University. Scasso e incendio doloso. Danni: 125000 $.
- 24 ottobre 1992. Logan, Utah. Centro di ricerche mediche della Utah State University. Scasso e incendio doloso. Danni: 110000 $.
- 10 novembre 1992. Minneapolis, Minnesota. Autocarri adibiti al trasporto delle macellerie “Swanson”. Incendio doloso. Danni: oltre 100000 $.
- 1992. Milano e Roma. Sofisticazione alimentare; inserimento di inchiostri in bottiglie e confezioni di latte, tinte di blu e rosso.
- 1992. Canada. Ritiro dal mercato di decine di migliaia di dolciumi “Cold Buster” a seguito di un falso annuncio di contaminazione con un liquido per la pulizia dei forni.
- 4 aprile 1993. Cremella, Lecco. Fallito tentativo di furto da un allevamento.
- 27-28 novembre 1993. Chicago, Illinois. Quattro grandi magazzini per le vendite al pubblico. Esplosione di sei ordigni incendiari e disinnesco di tre.
- Dicembre 1994. Vancouver, Canada. Minaccia di avvelenamento di tacchini.
- 9 settembre 1995. Graffignana, Milano. Un'invasione di vipere attribuita alla dispersione delle stesse sull'area (probabile leggenda metropolitana).
- 1995. Canada.  Invio di lettere bomba al Ministro dell'Agricoltura britannico in visita ufficiale.[senza fonte]
- 8 aprile 1996. Bologna. Ospedale Sant'Orsola. Furto di due dozzine di topolini bianchi e di un maiale lattonzolo.
- 11 marzo 1997. Sandy, Utah. Sede di una cooperativa agricola. Danneggiamento con ordigni incendiari ed esplosivi. Movente dichiarato nella rivendicazione: rappresaglia per l'incarcerazione di attivisti a Minneapolis, Indianapolis e Syracuse.
- 18 marzo 1997. Davis, California. Centro di Medicina Comparata della University of California. Incendio doloso. Danni: circa 1000 $.
- 20 aprile 1997. Davis, California. Centro Veterinario Diagnostico della University of California. Atti vandalici e resistenza a pubblico ufficiale.
- 29 giugno 1997. Crystal City, Virginia. Punto di ristoro della catena “McDonald's”. Atti vandalici e blocco stradale.
- 21 luglio 1997. Redmond, Oregon. Distruzione del mattatoio di cavalli "Cavel West" tramite napalm, soprannominato dai sabotatori "vegan Jell-o". Danni: circa 1000000 $.
- 4 aprile 1998. San Cesareo, Roma. Fallito assalto con ordigni incendiari ai danni di un allevamento.
- Maggio 1998. Firenze. Quattro furgoni della società di distribuzione dolciaria “Nannuzzi, Ferri & Co.” Incendio doloso.
- 10 agosto 1998. Una contea dello Hampshire, Gran Bretagna. Furto di 6.000 visoni.
- 10 dicembre 1998. Firenze e Bologna. Due panettoni, uno Motta e l'altro Alemagna, avvelenati con topicida Racumin, vengono recapitati alle sedi ANSA di entrambe le città, accompagnati dalla minaccia di un avvelenamento generale dei panettoni.
- 16-18 dicembre 1988. Torino. Recapito di falsi pacchi bomba a quattro atelier.
- 28 dicembre 1998. Milano. La locale sede dell'ANSA riceve una polpetta cruda con tracce di topicida Coumatetralyl, assieme ad una nota che annunciava l'avvelenamento di carni e insaccati di tre grandi aziende.
- 4 febbraio 1999. Roma. Redazioni di Adnkronos e ANSA. Recapito di una barretta di cioccolata Galak assieme all'annuncio di avvelenamento di altre 55 a Bologna.
- 28 marzo 1999. Rimini. Inchiostro rosso versato nell'acquasantiera del Duomo per protestare contro l'usanza di mangiare agnelli durante la Pasqua.
- 19 settembre 1999. Provincia di Milano. Danneggiamento di numerose autovetture per protestare l'apertura della stagione della caccia. Nella lettera di rivendicazione inviata all'ANSA si legge: “Assassini okkio. Oggi le vostre macchine, domani tocca a voi”.
- 5 maggio 2012. Mariano Comense (Provincia di Como). Blitz risultante nella fuga di 50 galline.[13]
- 1º gennaio 2013. Montelupo Fiorentino. Attentato incendiario contro ditta che produce latticini.[14]
- 4 maggio 2017. Pergine Valsugana. Furto di due oche, tre galline, due conigli.[15]

## Attivisti dell'ALF
Il teorico dell'ALF era Barry Horne, uno spazzino che decise di dedicare la propria vita ai diritti degli animali. Fu catturato e condannato a 18 anni di carcere per terrorismo, in seguito ad alcuni atti di sabotaggio e danneggiamento nei confronti di macellerie e pelliccerie e illeciti, tra cui il furto di pollame da un allevamento avicolo e di 36 beagles all'università di Oxford.